# Дарден, Кристофер
Кристофер Аллен «Крис» Дарден (англ. Christopher Allen "Chris" Darden; род. 7 апреля 1956 года) — американский адвокат, писатель, актёр и преподаватель. Один из обвинителей на процессе О. Джея Симпсона, во время которого получил определённую известность в СМИ.

## Ранние годы жизни и образование
Крис Дарден родился в 1956 году в калифорнийском городе Ричмонд четвёртый из восьми братьев и сестер. В 1974 году окончил Старшую школу имени Джона Ф. Кеннеди, после чего поступил в Университет штата Калифорния в Сан-Хосе. В университете он достиг успехов в лёгкой атлетике, а также стал членом афроамериканского братства Альфа-Фи-Альфа (англ. Alpha Phi Alpha). В 1977 году он окончил университет, получив степень бакалавра в области уголовного права, а в 1980 году получил степень доктора права в Гастингском юридическом колледже Калифорнийского университета.

## Карьера
Летом 1980 года Дарден сдал экзамен на право работать адвокатом и стал членом Коллегии адвокатов Калифорнии. Через четыре месяца он был принят на работу в Национальный совет по трудовым отношениям Лос-Анджелеса. Будучи недоволен местом своей работы, он уволился и вскоре получил должность в аппарате прокурора округа Лос-Анджелес. Первоначально работал в Хантингтон-Парке, затем был переведён в Беверли-Хиллз. В конце 1983 года стал работать в Здании криминального суда в центральном Лос-Анджелесе.
В 1995 году начал заниматься делом Симпсона; присоединился к расследованию этого дела по просьбе своих коллег, заместителей окружного прокурора Марсии Кларк и Уильяма Ходжмена. Участвовал в поимке футболиста Эла Коулингса, одного из основных фигурантов дела, принимал показания ключевого свидетеля обвинения Марка Фурмана. После того, как Ходжмен отказался вести дело Симпсона по состоянию здоровья, Дарден, вместе с Кларк, стал сообвинителем по этому делу.
Позже Дарден стал преподавателем уголовного права в Калифорнийском университете в Лос-Анджелесе и адъюнкт-профессором права в Юго-Западной школе права.
После дела Симпсона Дарден начал карьеру на телевидении. Он был постоянным юридическим комментатором телеканалов CNBC, CNN, Court TV, и NBC, а также приглашённым комментатором на вышеперечисленных каналах и Fox News Channel. Также был гостем в программах «Ночное шоу с Джеем Лено», «Шоу Говарда Стерна». Появлялся в камео-ролях в сериалах «Прикосновение ангела», «Подруги», Muppets Tonight, «Розанна», фильме «Лжец, лжец» и телефильме «Однажды жарким летним вечером» (англ. One Hot Summer Night), в котором сыграл роль недовольного полицейского. Был одним из главных действующих лиц судебного шоу «Доверенность».
Дарден также известен как писатель. В книге «В неуважении к суду» (англ. In Contempt) он, вместе со своим соавтором Диком Лохте, рассказывает о деле Симпсона. Также его перу принадлежит ряд детективных романов, в том числе «Дела Никки Хилл» (англ. The Trials of Nikki Hill; 1999), «Лос-анджелесское правосудие» (англ. LA Justice; 2000), и «Последняя линия защиты» (англ. The Last Defense; 2002).
В 1999 году Дарден основал собственную юридическую фирму Darden & Associates, Inc., специализирующуюся по уголовным делам и гражданским спорам. В декабре 2007 года губернатор Калифорнии Арнольд Шварценеггер рассматривал его кандидатуру на должность судьи.
В интервью с Опрой Уинфри, показанном 9 февраля 2006 года, Дарден заявил, что он по-прежнему считает Симпсона виновным. Он добавил, что лжесвидетельство Марка Фурмана было ему не менее противно, чем убийство Симпсоном своей бывшей жены и её друга.

## Личная жизнь
31 августа 1997 года Дарден женился на работнице телевидения Дарсии Картер. В их семье трое детей — дочь и два сына. Кроме того, у Дардена есть двое детей от предыдущего брака, в том числе дочь Тиффани (род. 1997).
В СМИ неоднократно появлялись материалы о сексуальных отношениях Дардена и Марсии Кларк, однако они оба это отрицают, соглашаясь, что в ходе расследования дела Симпсона очень сблизились.
В 1996 году Дарден объявил о своём желании стать участником Национального конвента Республиканской партии.

## Награды и премии
- В 1998 году Дарден получил премию «Хрустальное сердце» от организации «Близкие жертв домашнего насилия» (англ. Loved Ones of Homicide Victims).
- В 2000 году Калифорнийский приют для обездоленных детей и женщин Эли Хорн признал его «гуманистом года».

## В популярной культуре
- Дарден и Марсия Кларк были спародированы в сериале «Несгибаемая Кимми Шмидт».
- В фильме 2016 года «Народ против О. Джея Симпсона: Американская история преступлений» Дардена сыграл Стерлинг Браун, получивший за эту роль премию «Эмми».